# Provincias de Corea del Norte
Las provincias son la división de primer nivel dentro de Corea del Norte. Existen 9 de estas divisiones administrativas: Chagang, Hamgyŏng del Norte, Hamgyŏng del Sur, Hwanghae del Norte, Hwanghae del Sur, Kangwon, Pyongan del Norte, Pyongan del Sur y Ryanggang.

## Historia
Si bien los detalles de la administración local han cambiado drásticamente con el tiempo, el esquema básico del actual sistema de tres niveles se implementó bajo el reinado de Gojong en 1895. Un sistema similar también permanece en uso en Corea del Sur.
Una provincia (Do (en hangul, 도; en hanja, 道) son las divisiones administrativas de mayor rango en Corea del Norte. Las provincias tienen el mismo estatus que las ciudades especiales.

## Lista de provincias
Las poblaciones enumeradas para cada provincia son del censo de Corea del Norte de 2008. De este censo, hay 702 372 personas adicionales que viven en campamentos militares.
| Nombre             | Chosŏn'gŭl | Hanja    | ISO   | Población | Área (km²) | Densidad (/km²) | Capital   | Región   |
| ------------------ | ---------- | -------- | ----- | --------- | ---------- | --------------- | --------- | -------- |
| Chagang            | 자강도     | 慈江道   | KP-04 | 1.299.830 | 16,765     | 77.5            | Kanggye   | Kwanso   |
| Hamgyong del Norte | 함경북도   | 咸鏡北道 | KP-09 | 2.327.362 | 15,980     | 145.6           | Chongjin  | Kwanbuk  |
| Hamgyong del Sur   | 함경남도   | 咸鏡南道 | KP-08 | 3.066.013 | 18,534     | 165.4           | Hamhung   | Kwannam  |
| Hwanghae del Norte | 황해북도   | 黃海北道 | KP-06 | 2.113.672 | 8.153,7    | 259.2           | Sariwon   | Haeso    |
| Hwanghae del Sur   | 황해남도   | 黃海南道 | KP-05 | 2.310.485 | 8.450,3    | 273.4           | Haeju     | Haeso    |
| Kangwon            | 강원도     | 江原道   | KP-07 | 1.477.582 | 11,091     | 133.2           | wonsan    | kwandong |
| Piongan del Norte  | 평안북도   | 平安北道 | KP-03 | 2.728.662 | 12,680.3   | 215.2           | Sinuiju   | Kwanso   |
| Pyongan del Sur    | 평안남도   | 平安南道 | KP-02 | 4.051.696 | 11.890,6   | 340.7           | Pyongsong | Kwanso   |
| Ryanggang          | 량강도     | 兩江道   | KP-10 | 719.269   | 13,880     | 51.8            | Hyesan    | Kwannam  |

## Provincias reclamadas

Provincias de Corea del Norte y las que reclama en el territorio de Corea del Sur.

Corea del Norte reclama siete provincias en el territorio controlado por Corea del Sur. Si bien los comités populares para estas provincias reclamadas fueron elegidos en 1950 durante la guerra de Corea, desde 2022 no existe ningún gobierno en el exilio para ellas. Estas provincias se basan en las divisiones de la era japonesa, pero corresponden en cierto modo a las actuales provincias de Corea del Sur y las ciudades especiales que se dividieron de ellas, debido a que las alteraciones en la división provincial efectuadas por ese país son más conservadoras en relación con las efectuadas por el norte.
| Provincia histórica | Nombre                | Chosŏn'gŭl | Hancha   | Capital  | Provincias equivalentes de Corea del Sur                                     |
| ------------------- | --------------------- | ---------- | -------- | -------- | ---------------------------------------------------------------------------- |
| Ch'ungch'ŏng        | Chungcheong del Norte | 충청북도   | 忠淸北道 | Ch'ŏngju | Provincia de Chungcheong del Norte                                           |
| Ch'ungch'ŏng        | Chungcheong del Norte | 충청북도   | 忠淸北道 | Ch'ŏngju | Ciudad autónoma especial de Sejong (parte)                                   |
| Ch'ungch'ŏng        | Chungcheong del Sur   | 충청남도   | 忠淸南道 | Taejŏn   | Provincia de Chungcheong del Sur                                             |
| Ch'ungch'ŏng        | Chungcheong del Sur   | 충청남도   | 忠淸南道 | Taejŏn   | Ciudad metropolitana de Daejeon                                              |
| Ch'ungch'ŏng        | Chungcheong del Sur   | 충청남도   | 忠淸南道 | Taejŏn   | Ciudad autónoma especial de Sejong (parte)                                   |
| Kyŏnggi             | Kyŏnggi               | 경기도     | 京畿道   | Seúl     | Provincia de Gyeonggi (excepto partes de Pocheon y el condado de Yeoncheon ) |
| Kyŏnggi             | Kyŏnggi               | 경기도     | 京畿道   | Seúl     | Ciudad especial de Seúl                                                      |
| Kyŏnggi             | Kyŏnggi               | 경기도     | 京畿道   | Seúl     | Ciudad Metropolitana de Incheon                                              |
| Kyŏngsang           | Kyŏngsang del Norte   | 경상북도   | 慶尙北道 | Taegu    | Gyeongsang del Norte (excepto el condado de Uljin )                          |
| Kyŏngsang           | Kyŏngsang del Norte   | 경상북도   | 慶尙北道 | Taegu    | Ciudad metropolitana de Daegu                                                |
| Kyŏngsang           | Kyŏngsang del Sur     | 경상남도   | 慶尙南道 | Pusán    | Provincia de Gyeongsang del Sur                                              |
| Kyŏngsang           | Kyŏngsang del Sur     | 경상남도   | 慶尙南道 | Pusán    | Ciudad Metropolitana de Busan                                                |
| Kyŏngsang           | Kyŏngsang del Sur     | 경상남도   | 慶尙南道 | Pusán    | Ciudad metropolitana de Ulsan                                                |
| Chŏlla              | Chŏlla del Norte      | 전라북도   | 全羅北道 | Chunju   | Provincia de Jeolla del Norte                                                |
| Chŏlla              | Chŏlla del Sur        | 전라남도   | 全羅南道 | Kwangju  | Provincia de Jeolla del Sur                                                  |
| Chŏlla              | Chŏlla del Sur        | 전라남도   | 全羅南道 | Kwangju  | Provincia autónoma especial de Jeju                                          |
| Chŏlla              | Chŏlla del Sur        | 전라남도   | 全羅南道 | Kwangju  | Ciudad metropolitana de Gwangju                                              |